# Riez
Riez (okzitanisch Riés) ist eine französische Gemeinde mit 1.625 Einwohnern (Stand 1. Januar 2022) im Département Alpes-de-Haute-Provence in der Region Provence-Alpes-Côte d’Azur; sie gehört zum Arrondissement Forcalquier und zum Kanton Riez.

## Geografie
Der Hügel Saint-Maxime dominiert drei Täler, aus denen die Flüsse Colostre (der bei Saint-Martin-de-Brômes in den Verdon fließt), Auvestre und Mauroue hier zusammenfließen. Riez liegt an der Kreuzung von zwei historischen Straßen, die die Alpen (über Digne-les-Bains) und das Tal der Durance (über Valensole) mit dem oberen Var und Aix-en-Provence verbinden.
Die Gemeinde liegt im Regionalen Naturpark Verdon.

## Geschichte
Der Name der Stadt stammt von den Reii, einem gallischen Volk, das den Hügel Saint-Maxime vor der Ankunft der Römer besetzt hielt. Diese gründeten hier eine Colonia, die Colonia Julia Augusta Apollinarium Reiorum. Ihr gallischer Name lautete Alaebaece. Die Stadt wurde dann eine der 13 Städte der Gallia Narbonensis und ein wichtiges regionales Zentrum. Vom 5. Jahrhundert bis 1790 Riez Bischofssitz des Bistum Riez (siehe auch Liste der Bischöfe von Riez). Hier fand im Jahr 439 unter Hilarius von Arles ein Konzil statt. Der Bischofssitz und die verkehrsgünstige Lage erlaubten dem Ort, seine Bedeutung über das Mittelalter hinaus zu bewahren.

### Bevölkerungsentwicklung
ab 1968 nur Einwohner mit Erstwohnsitz

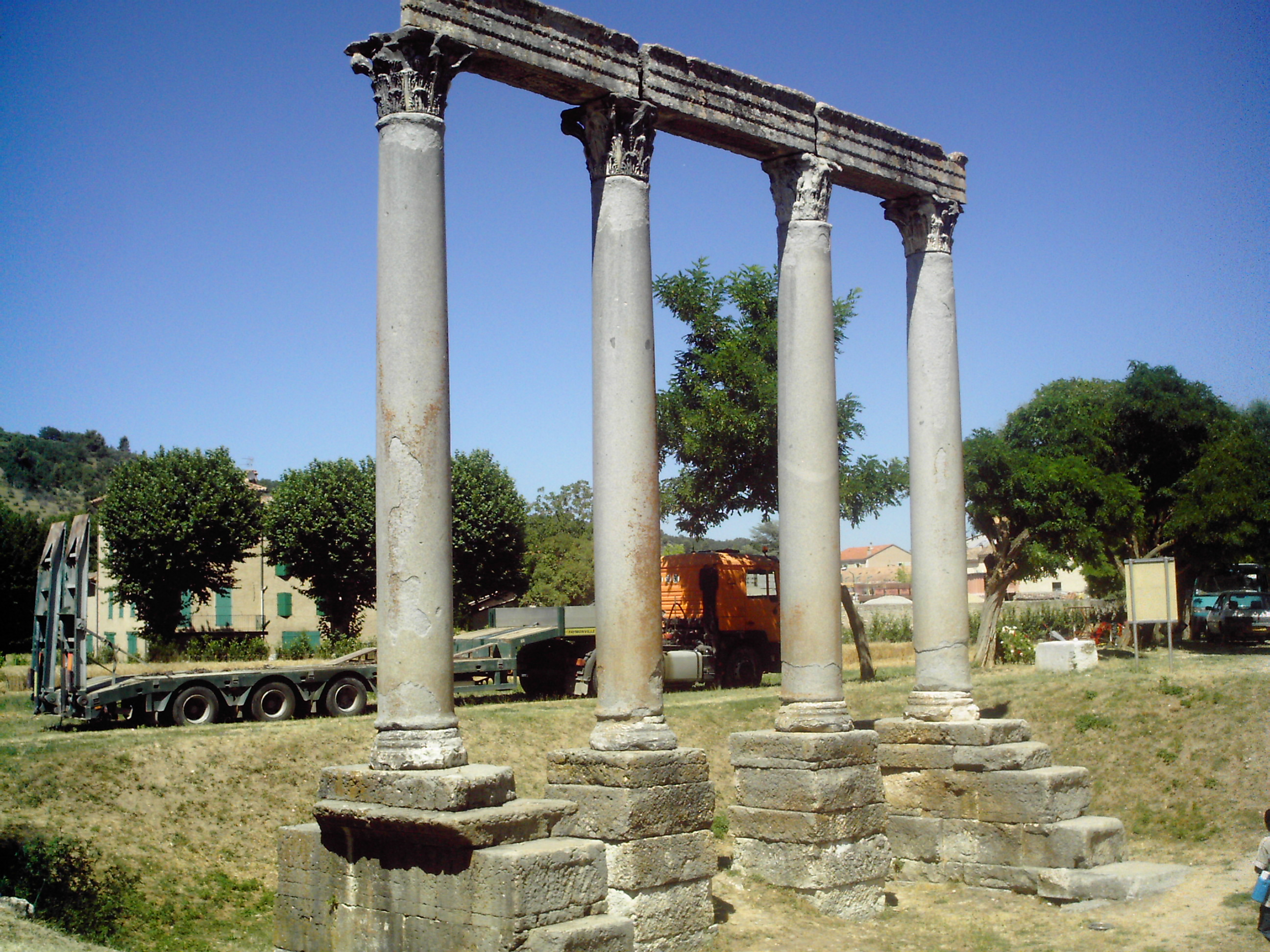
Römischer Tempel in Riez

## Sehenswürdigkeiten
Siehe auch: Liste der Monuments historiques in Riez
- Das Baptisterium (6. Jahrhundert, vielleicht auch 5. Jahrhundert), gebaut unter Wiederverwendung von Steinen antiker Bauwerke, zur ersten (jetzt zerstörten) Kathedrale des Bistums gehörend.
- Reste eines Römischen Tempels in der Nähe des Flusses Colostre, vier Säulen aus Granit im korinthischen Stil.
- Die Altstadt in der typischen Bauweise der Haute Provence aus dem 15. und 16. Jahrhundert. Der Zugang zur Altstadt erfolgt durch die Porte Aiguière oder die Porte Saint-Sol (oder Sanson) (mit Resten der Stadtmauer aus dem 16. Jahrhundert und der Tour de l’Horloge).
- Die Kapelle Saint-Maxime auf dem Hügel der Reii aus dem 17. Jahrhundert, die aber auf die Zeiten des ersten Bischofs von Riez zurückgeht.

## Gemeindepartnerschaft
Riez hat 2007 eine Partnerschaft mit der italienischen Gemeinde Magliano Alfieri im Piemont geschlossen.

## Persönlichkeiten
- Gaspard Abeille (1648–1718), Dramatiker
- Scipion Abeille (?–1697), Militärarzt, Medizinschriftsteller und Dichter
- Laurent Pierre Bérenger (1749–1822), Schriftsteller
- Henri Gaspard Charles Bouret (1752–1805), Politiker und Abgeordneter
- Jean-Joseph-Maxime Feraud (1810–1897), Historiker
- Jean Joseph Foucou (1739–1815), Bildhauer
- Alphonse Rabbe (1784–1829), Schriftsteller, Historiker, Kritiker und Journalist